# Procambarus (Ortmannicus)
Pour les articles homonymes, voir Procambarus.
Sous-genre
Procambarus (Ortmannicus) est un sous-genre d'écrevisses de la famille des Cambaridae.

## Liste des espèces
- Procambarus acutissimus (Girard, 1852)
- Procambarus acutus (Girard, 1852)
- Procambarus ancylus Hobbs, 1958
- Procambarus angustatus (LeConte, 1856)
- Procambarus attiguus Hobbs, Jr. and Franz, 1992
- Procambarus bivittatus Hobbs, 1942
- Procambarus blandingii (Harlan, 1830)
- Procambarus braswelli J. E. Cooper, 1998
- Procambarus caballeroi Villalobos, 1944
- Procambarus chacei Hobbs, 1958
- Procambarus delicatus Hobbs and Franz, 1986
- Procambarus enoplosternum Hobbs, 1947
- Procambarus epicyrtus Hobbs, 1958
- Procambarus erythrops Relyea and Sutton, 1975
- Procambarus evermanni (Faxon, 1890)
- Procambarus fallax (Hagen, 1870)
  - Procambarus fallax forma virginalis (Martin et al., 2010
- Procambarus franzi Hobbs and Lee, 1976
- Procambarus geminus Hobbs, 1975
- Procambarus gonopodocristatus Villalobos, 1958
- Procambarus hayi (Faxon, 1884)
- Procambarus hirsutus Hobbs, 1958
- Procambarus horsti Hobbs and Means, 1972
- Procambarus hybus Hobbs and Walton, 1957
- Procambarus jaculus Hobbs and Walton, 1957
- Procambarus lecontei (Hagen, 1870)
- Procambarus leitheuseri Franz and Hobbs, 1983
- Procambarus leonensis Hobbs, 1942
- Procambarus lepidodactylus Hobbs, 1947
- Procambarus lewisi Hobbs and Walton, 1959
- Procambarus litosternum Hobbs, 1947
- Procambarus lophotus Hobbs and Walton, 1960
- Procambarus lucifugus (Hobbs, 1940)
- Procambarus lunzi (Hobbs, 1940)
- Procambarus mancus Hobbs and Walton, 1957
- Procambarus marthae Hobbs, 1975
- Procambarus medialis Hobbs, 1975
- Procambarus nechesae Hobbs, Jr., 1990
- Procambarus nueces Hobbs, Jr. and Hobbs III, 1995
- Procambarus orcinus Hobbs and Means, 1972
- Procambarus pallidus (Hobbs, 1940)
- Procambarus pearsei (Creaser, 1934)
- Procambarus pictus (Hobbs, 1940)
- Procambarus planirostris Penn, 1953
- Procambarus plumimanus Hobbs and Walton, 1958
- Procambarus pubescens (Faxon, 1884)
- Procambarus pycnogonopodus Hobbs, 1942
- Procambarus seminolae Hobbs, 1942
- Procambarus texanus Hobbs, 1971
- Procambarus toltecae Hobbs, 1943
- Procambarus verrucosus Hobbs, 1952
- Procambarus viaeviridis (Faxon, 1914)
- Procambarus villalobosi Hobbs, 1969
- Procambarus xilitlae Hobbs and Grubbs, 1982
- Procambarus youngi Hobbs, 1942
- Procambarus zonangulus Hobbs, Jr. and Hobbs III, 1990